# Rieserfernerhütte
Die Rieserfernerhütte ist eine Schutzhütte der Sektion Bruneck des AVS in der Rieserfernergruppe in den Alpen auf 2798 m s.l.m. Höhe.

## Lage und Umgebung
Die Rieserfernerhütte befindet sich auf dem Gemsbichljoch auf dem Rieserferner-Hauptkamm zwischen dem Reintal und Antholz in Südtirol, Italien. Das auf dem Gemeindegebiet von Sand in Taufers stehende Schutzhaus liegt im Naturpark Rieserferner-Ahrn.
Die Hütte dient als Ausgangspunkt mehrerer Wanderwege und Klettersteige. In südöstliche Richtung gelangt man von hier nach Antholz, in südwestliche zum Morgenkofl (3070 m), zur Schwarzen Wand (3105 m) und ins Tauferer Tal. Gegen Nordwesten steigt man ins Reintal hinunter. Dem Weg nach Nordosten folgend erreicht man das Fernerköpfl (3248 m), die Gelttalspitze (3126 m), den Schneebigen Nock (3358 m), den Magerstein (3,273 m) und nach einem Abstieg über den Westlichen Rieserferner die Kasseler Hütte (2276 m).

## Geschichte
Eine erste Hütte am Gemsbichljoch wurde 1903 von der Sektion Fürth des DuÖAV als Fürther Hütte erbaut. Nach dem Ersten Weltkrieg wurde sie vom italienischen Staat enteignet und verfiel in der Folge ungenutzt. In den 1970er Jahren beschlossen die Sektionen Bozen und Bruneck des Alpenverein Südtirol, neben der alten Hütte einen Neubau zu errichten, der 1980 eingeweiht und später mit dem Umweltgütesiegel für Alpenvereinshütten ausgezeichnet wurde.
In den Jahren 1992 und 1994 fand Gottfried Leitgeb, der Wirt der Rieserfernerhütte, nahe der Schutzhütte mehrere hallstattzeitliche Gewebereste, den sogenannten Rieserfernerfund.